# 宮田大樹
宮田 大樹（みやた だいき、1985年6月11日 - ）は、日本の俳優、歌手、作家、タレント。岐阜県可児市出身。岐阜県立加茂高等学校、名城大学経営学部卒業。身長159 cm。血液型O型。

## 略歴
高校在学中に先輩である島岡亮丞に声をかけられ、劇団樂の旗揚げに参加。主に制作、舞台監督、照明など裏方として活動しながら、脚本も手がける。
2007年に演劇ユニット「gaku united (ユニットガク)」の代表に就任。制作、脚本、演出、俳優として活動。
2009年に全国初のおもてなし武将隊として創設された名古屋おもてなし武将隊のオーディションに挑戦し、豊臣秀吉役に選ばれ、2012年3月の卒業まで活動。
2012年からはおもてなし武将隊JAPANにも所属（2016年1月31日をもって無期限活動休止）。2015年に「おもてなし武将隊JAPAN」の派生ユニット「VERIEST (ext. おもてなし武将隊JAPAN)」でリーダーを務めた。
2015年からは「きいだたやみー」（Keeda Ta Yummy）名義での活動も行う。
2016年7月8日、シングル「空想シネマズ」発売。ソロデビューを果たす。
2018年11月6日より、2.5次元みんなの妹「daiko」のプロデュースを始める。
2020年4月、daikoプロデュースのハンドメイドブランド「Radis(ラディ)」を立ち上げ、ハンドメイド作家としても活動を始める。
2022年1月23日、メンバーシップ「ワンダーランド」を発足。

## 出演

### 舞台

#### gaku united (ユニットガク)
- 2008 - Q（脚本・演出・出演）
- 2009 - ペナルティキック（脚本・演出・出演）
- 2011 - アップる（脚本・演出）
- 2012 - かはたれになく（脚本・出演）
- 2012 - エソラカラア（演出・出演）
- 2013 - 虹の袂を探しに行こう（脚本・演出・出演）
- 2013 - きっと素晴らしい部屋にするんだ (脚本・演出・出演）

#### 外部
- 2007 - BellMark「クチナシ」（脚本・演出）
- 2008 - 劇団アルデンテ「Channel Choice」
- 2008 - 劇団ひとめぼれ「アリときどきキリギリス」（脚本）
- 2009 - 可児市民ミュージカル「あいと地球と競売人」
- 2009 - 市民劇団みのかも「ハムレット」（演出）
- 2009 - 劇団アルデンテ「エデンの木〜夜明け前〜」（脚本）
- 2009 - 劇団アルデンテ「炎〜再燃〜」
- 2011 - 名古屋おもてなし武将隊「絆」※豊臣秀吉名義
- 2011 - パンジャーボンバーズ「花小金井BLUES EXPLOSION」
- 2012 - 名古屋おもてなし武将隊「絆2012」※豊臣秀吉名義
- 2012 - Performance ACT OUTSIDER「野獣郎見参」
- 2012 - パンジャーボンバーズ「レトゥルトゥルセゾンゾンゾン」
- 2012 - 演劇ユニットSCANP「リバースヒストリカ」（演出助手）
- 2012 - リジッター企画「林檎ト大地ノ黙示録」
- 2012 - おもてなし武将隊JAPAN「一日千秋」（脚本）
- 2012 - 演劇組織KIMYO「十二人の兄弟」
- 2013 - 劇団アルデンテ「鬼面、満ちる月見上げ慟哭す」
- 2013 - 劇工房 創芝社「深川安楽亭」
- 2013 - さむたいむユニット＠いちご一会「moment〜今を生きる〜」
- 2013 - クリスマスアドベンチャー「サンタのオルゴール」
- 2014 - グレート家康公「葵」武将隊「ROAD2」
- 2014 - BIG TREE FES'14「花屋」（脚本・演出・出演）
- 2014 - 演劇ユニットSCANP「SCANP FOUR〜登場人物にかわいい子が居るとか、よくあるトレンディドラマのような展開でもあればいいんですけど・・・まぁトレンディドラマという言葉自体がトレンディじゃないので・・・〜」
- 2014 - 劇団Mtasty ミュージカル「ジブリール」
- 2014 - やっとかめ文化祭「痛快！川上貞奴一座」
- 2015 - 演劇ユニットOu-dent「笑顔取り戻せ大作戦」（出演・楽曲提供・劇中歌）
- 2015 - project K「ヒーロー'15」（ゲスト）
- 2015 - うめめ「モレンド37円」
- 2015 - 演劇ユニットOu-dent「POWER OF BELIEF」（脚本）
- 2015 - VERIEST 独り芝居シリーズ chapter 2　豊臣秀吉 単独公演 「蜘蛛の糸」※豊臣秀吉名義
- 2016 - 劇団壱劇屋「SQUARE AREA」（ゲスト）
- 2016 - 「あわの歌」（脚本・出演）
- 2016 - 劇団Mtasty「Blue Rose Another World」(ゲスト)
- 2018 - 忘れられないクリスマス'18「虹の麓のクリスマス」（脚本・演出・出演）
- 2019 - PICO2自主企画公演その13「オペレーションR」※daiko名義
- 2019 - PICO2「裸の王様」
- 2021 - 連作短編朗読劇「神さまーバケーション」（脚本・演出・出演）
- 2021 - ときめき☆劇場アフタヌーンショー「雨のち晴れ」（脚本・演出・出演）

- 2022 - あなたの“とりあえずビール”になりたい「男と女の日常茶飯事」（脚本・演出・出演）
- 2023 - なごや芝居の広場 第7弾 ミュージカル「リメンバー・ユー」
- 2023 - 38どんぱち「魔法少女ぷにキュア」（脚本・演出・出演）
- 2023 - ちっぴぃバースデー「わたし以上にわたしを愛してくれるひと」（脚本・演出・出演）
- 2024 - ミュージカル「WORDS!」
- 2024 - 創作音楽劇「尾張なごやの今昔物語集」
- 2024 - 宇佐美知代座長公演「アラフォーの逆襲」
- 2025 - ミュージカル「オズの魔法使い」（演出助手）

### 映画
- 2009 - ソラは三番目の青

### テレビドラマ
- 2012 - 名古屋テレビ「名古屋行き最終列車」

### テレビコント
- 2014 - ダレヤネン！「あぶなくない刑事」（脚本・出演）

### ラジオドラマ
- 2012 - 楽屋ラジオ「そんなラララ」シリーズ（脚本・演出・出演）
- 2012 - 楽屋ラジオ「虹の麓のスピンオフ」シリーズ（脚本・演出・出演）
- 2012 - 楽屋ラジオ「戦国ララバイ」シリーズ（脚本・演出・出演）

### ウェブドラマ
- 2016 - 劇団Mtasty「Blue Rose」（出演・挿入歌）

### テレビ
- 2010 - 名古屋テレビ「おもてなし隊なごや」
- 2010 - 名古屋テレビ「どですか！」
- 2010 - テレビ愛知「3時のツボッ！」
- 2011 - CBC「来る来るミラクル」
- 2011 - テレビ愛知「うまし！もてなし！武将隊」
- 2011 - 中京テレビ「ラッキーブランチ！！」
- 2011 - 東海テレビ「主役は君だ！わんだほキッズ」
- 2014 - ケーブルテレビ可児　「まるっと！ジモナビ」
- 2014 - 三重テレビ「ハピ3！」
- 2016 - 三重テレビ「ダレヤネン！」

### ラジオ
- 2012 - FMらら「ユニットガクの楽屋ラジオ」
- 2013 - FMらら 「地元情報バラエティ みのかもっと！」
- 2014 - 東海ラジオ「小島一宏一週間のごぶサタデー」
- 2016 - FMらら 「せんせい教えて！」
- 2016 - @FM「勝手に応援BSJ!」
- 2016 - 東海ラジオ「神楽くるるのぽぷかる王国」
- 2016 - NHK FM「ごじらじ！」
- 2016 - FM PiPi「PiPiっとCafe」
- 2016 - Pitch FM「あらまほR」
- 2016 - i-wave「アフタヌーンi」
- 2020 - MID-FM「つねちゃんのナイトサファリ」

### CM
- 2010 - キリンビール ラジオCM
- 2010 - NTTドコモ インフォマーシャル
- 2013 - ZEAL ラジオCM
- 2014 - 名古屋まつり テレビCM

## リリース

### CD
- 2011 - 名古屋おもてなし武将隊「百花繚乱」

- 2012 - おもてなし武将隊JAPAN「空／羽よ、魂となれ」

- 2015 - きいだたやみー「ありったけの声でありふれた言葉で／トウメイナイト」

- 2016 - 「空想シネマズ」

### DVD
- 2011 - 名古屋おもてなし武将隊「いざ、出陣！」

### 書籍
- 2010 - 名古屋おもてなし武将隊「戦国武将絵巻 乱舞」

- 2011 - 名古屋おもてなし武将隊「十旗総覧」
- 2021 - フォト＆ストーリーブック「360°セカイ良好」

## ライブ・イベント

### 主催・共催
| タイトル                                                         | 年    | 会場                | 備考 |
| ---------------------------------------------------------------- | ----- | ------------------- | ---- |
| 宮田大樹×あんべともかず「春の準備体操ライブ」                    | 2012  | 泡盛王国            |      |
| 宮田大樹クリスマスディナーショー「赤っ恥のトナカイ」             | 2013  | 賑済寺ゴルフ場      |      |
| 宮田大樹バースデーライブ「BIG TREE FES'14」                      | 2014  | スポルティーバ      |      |
| 宮田大樹クリスマスディナーショー「虹の橋の端」                   | 2014  | 賑済寺ゴルフ場      |      |
| 宮田大樹バースデーライブ「BIRTHDAY 31st LIVE STAGE」             | 2016  | BSJ THEATER         |      |
| 宮田大樹バースデーライブ「It's ONE-MAN SHOW time!」              | 2017  | BSJ THEATER         |      |
| 宮田大樹×永松大樹×千東大心「いつかのアフタークリスマス」         | 2017  | SPADE BOX           |      |
| 宮田大樹バースデーライブ「29(にく)食系男子に!!!おれはなる!!!」   | 2018  | THEATER ZONE        |      |
| 宮田大樹クリスマスライブ「忘れられないクリスマス」               | 2018  | BSJ THEATER         |      |
| daiko 1st anniversary「daiko誕生祭'19」                          | 2019  | BSJ TEATER          |      |
| 宮田大樹×千東大心「お月見朗読会」                                | 2020  | コノズコーヒー      |      |
| 短編小説を読む会「タンドク」                                     | 2021- | MALIBU COFFEE       |      |
| 宮田大樹ワンマンライブ「あなたの“とりあえずビール”になりたい。」 | 2022  | THEATER ZONE        |      |
| 「おもてなしの絆ライブ」                                         | 2022- | HeartLand           | 共催 |
| 宮田大樹×生津祐輔「Get Set, Go」                                 | 2022  | BASS ON TOP大阪梅田 |      |
| 宮田大樹×加藤ツバサ「酒と大樹とツバサと浪漫」                    | 2023  | 赤坂ロマン          |      |
| 宮田大樹バースデーライブ「38どんぱち」                           | 2023  | CLOVER House        |      |
| 「カックラキン軽音部」                                           | 2023- | CLOVER House        | 共催 |
| 宮田大樹40thバースデーコンサート「迷わず呑めよ 呑めばわかるさ」  | 2025  | CLOVER House        |      |